# 도다 격자
응집물질물리학에서 도다 격자(영어: Toda lattice)는 1차원 결정을 나타내는 모형이다. 적분가능계의 대표적인 예로, 솔리톤을 가진다.

## 역사
도다 모리카즈(일본어: 戸田 盛和)가 1967년 도입하였다.

## 정의
도다 격자는 1차원 입자들의 사슬로 구성된다. 각 입자의 위치를 {\displaystyle q_{i}}라고 하자. 서로 이웃하는 두 입자 사이의 상호작용은 다음과 같다.
{\displaystyle {\ddot {q}}_{i}=\exp(q_{i-1}-q_{i})-\exp(q_{i}-q_{i+1})}
도다 격자는 플라슈카 변수(영어: Flaschka variable)을 사용하여 간단히 풀 수 있다.
{\displaystyle a_{i}={\frac {1}{2}}\exp((q_{i}-q_{i+1})/2)}
{\displaystyle b_{i}=-{\dot {q}}_{i}/2}
그렇다면 운동 방정식은 다음과 같다.
{\displaystyle {\dot {a}}_{i}=a_{i}(b_{i+1}-b_{i})}
{\displaystyle {\dot {b}}_{i}=2(a_{i}^{2}-a_{i-1}^{2})}
따라서 다음과 같은 럭스 쌍 {\displaystyle (L,P)}가 존재한다. 이들은 힐베르트 공간 {\displaystyle L^{2}(\mathbb {Z} )} 위의 선형작용소이다.
{\displaystyle (Lf)_{i}=a_{i}f_{i+1}+a_{i-1}f_{i-1}+b_{i}f_{i}}
{\displaystyle (Pf)_{i}=a_{i}f_{i+1}-a_{i-1}f_{i-1}}
이들은 럭스 방정식
{\displaystyle {\dot {L}}=[P,L]}
을 만족시키므로, 도다 격자는 적분가능계이다. 도다 격자의 운동 상수들은 {\displaystyle L}의 고윳값들이다.

## 같이 보기
- 럭스 쌍